# 二府口福安宮
22°59′26″N 120°11′56″E / 22.990514°N 120.198859°E

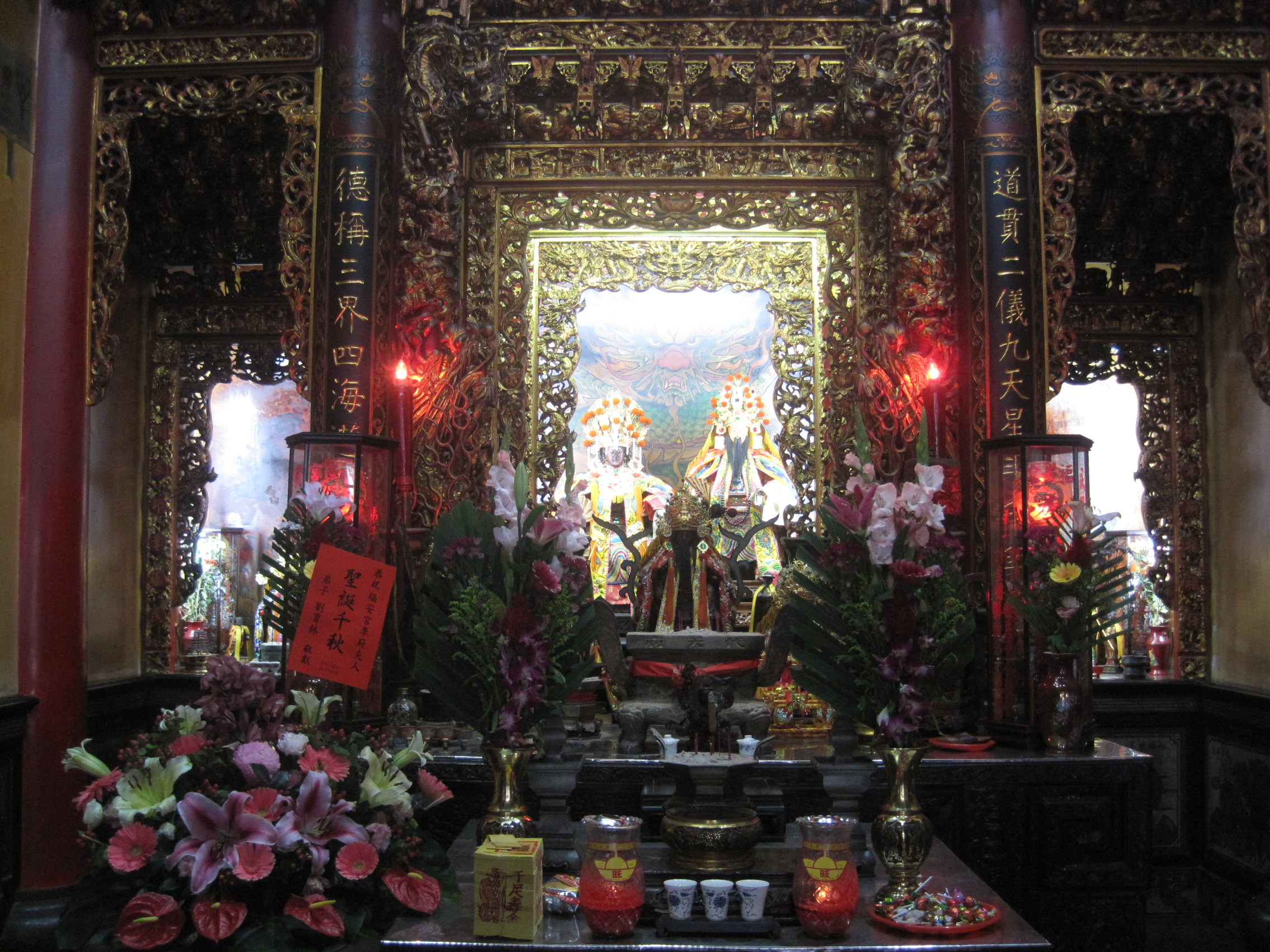
神龕

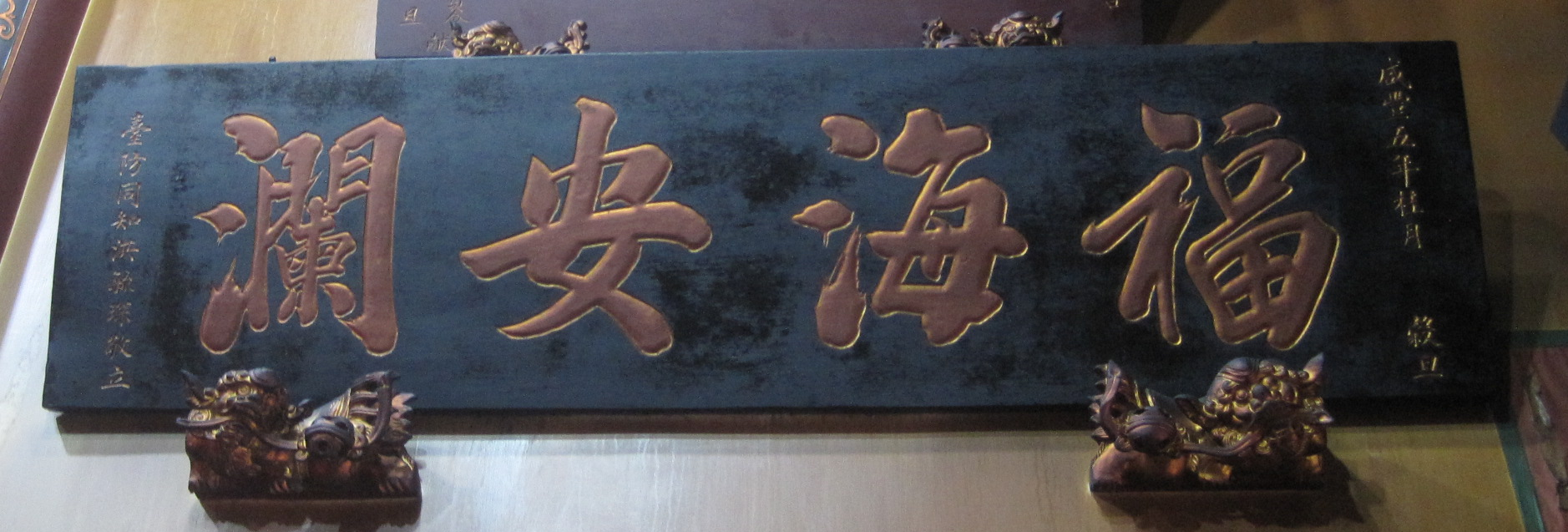
「福海安瀾」匾

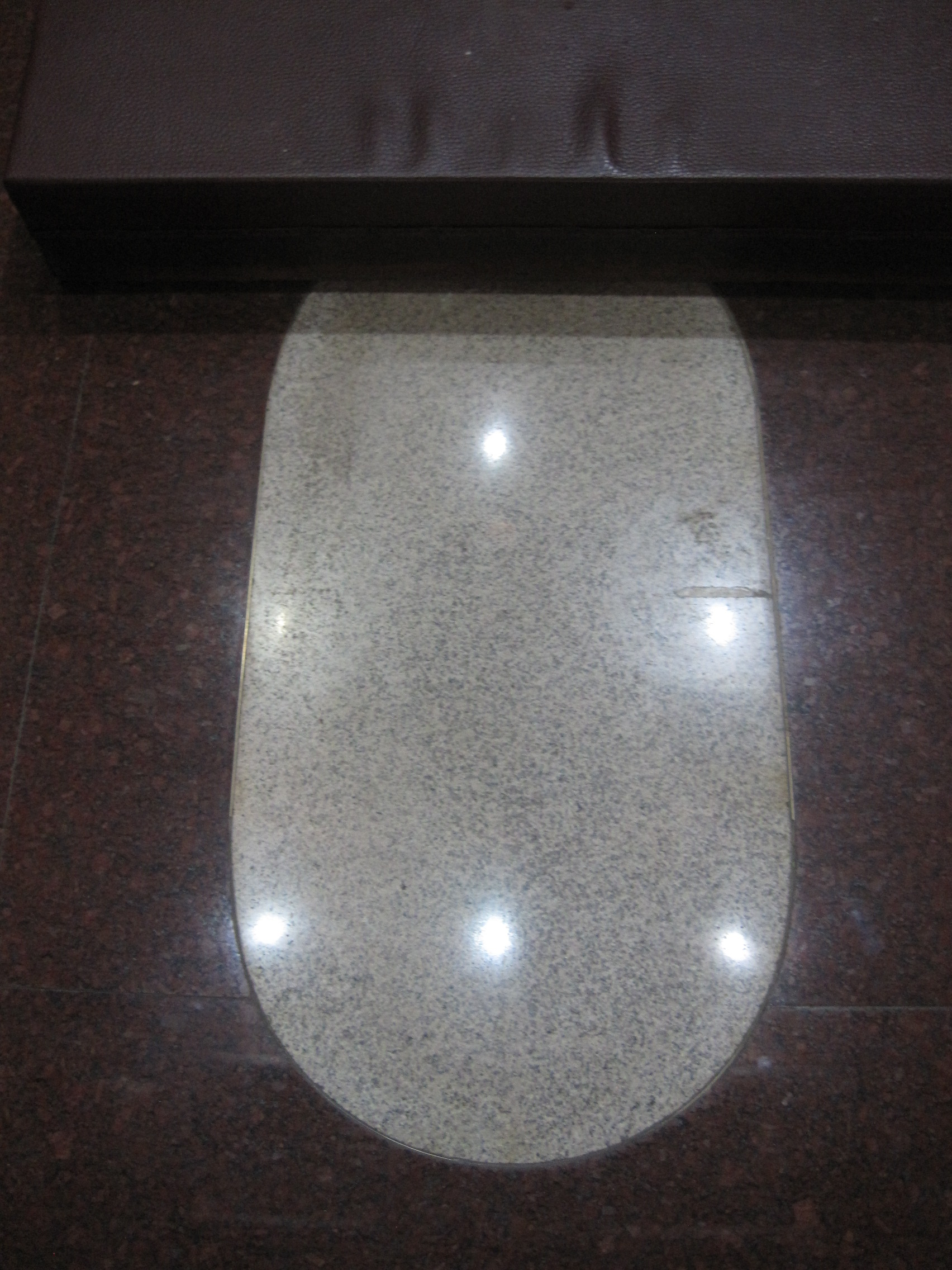
鎮廟石，又稱「犯罪石」。

二府口福安宮位於臺灣臺南市中西區，主祀李府千歲。該廟過所在的巷道，因為此廟的存在而稱作福安宮街。此外過去福安坑溪有一支流在廟前匯流，而福安坑溪也是因為流經福安宮而得名。

## 沿革
《臺南州祠廟名鑑》將建廟年代記載為道光元年（1821年），該廟的沿革碑亦認為該廟是道光元年創建，而且是沈葆楨將神明恭請來臺供官兵參拜。《臺灣地名辭書卷廿一：臺南市》 與《遇見182：從府城到龍崎》等二書則指出在《重修臺灣縣志》（1752年）已經有此廟的記載，故在此書出版前該廟已經存在。
該廟歷經多次整修，最近一次整修是在2010年落成。

## 祀神
主祀李府千歲與夫人，李府千歲又稱「九天李恩主」、「雷都光耀大帝」。
陪祀福德正神、註生娘娘及板杯爺(差爺)。

## 文物
福安宮有時任臺灣海防同知的洪毓琛於咸豐五年（1855年）捐獻的匾額。另外地板上有一塊「鎮廟石」，《遇見182：從府城到龍崎》寫到這石頭據說過去是按司獄衙門的正殿拜石，昔日在審問人犯時，會要犯人跪在上面向神明發誓所說的句句屬實，而廟方所立的沿革碑則寫說是王爺審問犯人時讓犯人所跪的「犯罪石」。

## 福安宮街與二府口街
福安宮街與二府口街現同為府前路一段304巷的一部分，其中福安宮街只指廟前的一小段，而往北的部分則因為過去有「二府衙」（臺灣海防廳）而稱二府口街。二府口街上有臺灣府城僅存的節孝坊─蕭氏節孝坊。